# ロン・モンロウ
ロン・モンロウ（英語：Ron Monroe、本名：龙梦柔（龍夢柔）、1995年7月31日 - ）は、中華人民共和国の女性モデル、歌手である。上海海洋大学経済管理学院卒業、専攻は会計学。血液型はB型、身長160cm、体重40kg。中国少数民族であるトゥチャ族出身。
エイベックス・エンタテインメント所属。
ハンドルネームは栗子（くりこ）、由来は後述。

## 略歴
湖南省出身。少数民族であるトゥチャ族に生まれ、わずか160世帯しか無い山村で育つ。村には伝統の山歌があり、常に歌の聞こえる環境であった。
大学進学と共に上海へ渡り、2014年に国営中国中央テレビ (CCTV) のオーディション番組『来吧!灰姑娘』（おいで!シンデレラ）に出演、翌2015年にグランプリを獲得する。
同時に本国で歌手デビューし、グランプリ獲得後は学業を優先しながら活動をしていたが、2017年後半頃から日本でもSNSを中心に徐々に知られるようになり、大学卒業間近の2018年に日本での芸能活動が決定した。日本ではこれまでもインタビュー取材などはあったが、2018年3月3日に初めて『花咲かタイムズ』（CBCテレビ）にてテレビ生出演。キー局では3月8日放送の『なないろ日和』（テレビ東京）が初出演となった。
2018年4月18日には北海道でのテレビCM（地域限定）に初出演。5月17日にはテレビドラマ『ラブリラン』第7話（読売テレビ・日本テレビ系）にゲスト出演している。中国では演技活動をしておらず、テレビドラマは初挑戦であった。
2018年6月20日にavex entertainmentから配信シングル「PLANET」を発売し、日本で歌手デビューを果たす。この曲は中国最大級音楽動画サイト「音悦台」のJ-POPランキングで1位となった。その後『週刊ヤングジャンプ』（集英社）2018年No.29 7月5日特大号で日本の雑誌の表紙に初めて掲載され、巻頭水着グラビアも担当。『週刊プレイボーイ』（集英社）37号でも表紙を担当した。なお、2018年6月の大学卒業後は日本へ移住し、以後現在まで日本に活動拠点を置いている。
2019年はNHKEテレの語学番組「テレビで中国語」歌唱コーナーでのレギュラー出演や、劇場版アニメ「ONE PIECE STAMPEDE」へのゲストアフレコ出演など活動の幅を広げた。
2020年からの数年間はコロナ禍による仕事の減少に加えて日中間の往来が完全に途絶えた状況の中で日本に留まって地道に活動し、2021年公開のアンソロジー映画「DIVOC-12」に出演後は女優としての活動も本格的に開始するなど、現在も堅実に幅広く活動を続けている。

## 人物
ハンドルネームの「栗子」は、自身が俳優小栗旬のファンであることに由来する。日本ではロン・モンロウと「栗子」の併記で紹介されることが多く、ロン・モンロウの表記はカタカナのほか龙梦柔、竜夢柔、龍夢柔が見られる。
女優の新垣結衣に似ていることから「中国のガッキー」とも呼ばれていた。2018年に日本のメディアで取り上げられるとTwitterのフォロワーが増加し、「網紅」（中国語のインフルエンサー）の仲間入りした。
いとこからの影響で日本のドラマやアニメーションを好きになり、日本デビュー以前から度々来日していた。
日本語は大学で専攻していなかったため、ほぼ独学で習得した。特に日本デビュー後は慣れるために毎日日本語で日記を書き、それをSNSでアップする習慣を続けている。
好きな歌手はテレサ・テン、尊敬している日本人女優は満島ひかりとインタビューで答えている。
趣味はカメラ、料理、野外活動など。2023年からは本格的な登山やトレッキングにも取り組んでいる。同年8月22日には富士山に初登頂した。

## 作品

### 写真集
- 夢（2020年1月10日、竹書房、撮影：小暮和音）ISBN 978-4801921405

### ディスコグラフィー

#### シングル（中国国内）
- 「灯塔」2014年12月
- 「绽放」2015年3月

#### シングル・ネット配信曲
| 枚  | タイトル             | 発売日         | 備考                                                           |
| --- | -------------------- | -------------- | -------------------------------------------------------------- |
| 1st | PLANET               | 2018年6月20日  | ラムジのPLANETの日本語と中国語のカバー曲。                     |
| 2nd | TOKYO漫步            | 2018年11月21日 | 大塚愛のTOKYO散歩の中国語のカバー曲。                          |
| 3rd | 時の流れに身をまかせ | 2018年12月10日 | テレサ・テンの時の流れに身をまかせの日本語と中国語のカバー曲。 |

## 出演

### イメージキャラクター
- 美宝莲（2015年3月 - ）中国国内イメージキャラクター

### CM
- 東急ステイ札幌（2018年4月18日 - ） - 北海道限定で放送[11]
- おやつカンパニー ベビースターラーメン「ヤベイビークッキング」篇（2018年8月10日 - ）[23]
- 大塚家具「Layout me. IDC OTSUKA」篇（2019年4月22日 - ）[24]

### テレビドラマ
- ラブリラン 第7話（2018年5月17日、読売テレビ・日本テレビ） - 栗子 役[12]
- シェアするラ! インスタントラーメンアレンジ部はじめました。（2022年4月7日 - 6月23日、BS-TBS） - メイリン 役[25]
- 杉咲花の撮休 第4話「リリー」（2023年3月3日、WOWOW） - リリー 役[26]

### 映画
- DIVOC-12「名もなき一篇・アンナ」（2021年10月1日、ソニー・ピクチャーズ、監督：藤井道人） - ヒロイン・アンナ 役[17]
- 鋼の錬金術師 完結編（2022年）（ワーナー・ブラザース映画） - メイ・チャン 役[27]
  - 鋼の錬金術師 完結編 復讐者スカー（2022年5月20日）
  - 鋼の錬金術師 完結編 最後の錬成（2022年6月24日）

### 劇場アニメ
- ONE PIECE STAMPEDE（2019年8月9日、東映） - 女海兵・マロン 役[28][29]

### ウェブテレビ
- バラステ・発注歓迎!リベンジャーズ（2018年6月3日 - 11月4日、AbemaTV）[30]

### テレビ番組
- テレビで中国語（2019年4月2日、NHK Eテレ） - 「ロンちゃんと歌おう」・テーマ音楽（曲名：TOKYO漫歩）
- ダブルベッド（2019年10月24日、TBS）
- タモリ倶楽部（2020年2月28日、テレビ朝日） - 「世界の中華が大集結!!ワールド中華料理フェス」
- テラスハウス（2020年2月 - 5月 、フジテレビ） - テラスハウスキャスト
- 天才てれびくんhello（2020年9月 - 2023年3月） - 隔週木曜「電空バトル」MC

### ファッションショー
- KANSAI COLLECTION 2024 AUTUMN＆WINTER（2024年8月1日、京セラドーム大阪）[31]

### 公共PR動画
- 札幌市交通局 地下鉄スペシャルムービー Renew 南北線でめぐる冬の札幌 (2020年6月)